# Matouš I. Lotrinský
Matouš I. Lotrinský (1119 – 13. května 1176) byl od roku 1138 až do své smrti lotrinským vévodou. Narodil se jako nejstarší syn Šimona I. Lotrinského a Adély z Lovaně. Stejně jako jeho předkové Dětřich II. a Adalbert Lotrinští, byl přísným zastáncem německého krále a císaře Svaté říše římské. Oženil se s Juditou (někdy nazývanou Bertou), dcerou Fridricha II. Švábského, neteří štaufského krále Konráda III. a sestrou Fridricha I. Barbarossy, budoucího císaře.
Doprovázel Barbarossu při řadě důležitých událostí, včetně jeho císařské korunovace Hadriánem IV. v roce 1155 v Římě a zároveň mu pomáhal ve válkách proti papeži Hadriánovi a jeho nástupci Alexandrovi III. a králům Francie a Sicílie. Rozšířil své vévodství na úkor biskupa z Toul, ale byl významným donátorem církve a zakladatel opatství. Zemřel v roce 1176. Pohřben byl ve svém opatství Clairlieu ve Villers-lès-Nancy.